# Kremenivka, Mahdalînivka
Kremenivka (în ucraineană Кременівка) este un sat în comuna Zaplavka din raionul Mahdalînivka, regiunea Dnipropetrovsk, Ucraina.

## Demografie
Componența lingvistică a localității Kremenivka
     Ucraineană (97,17%)
     Rusă (2,02%)
     Alte limbi (0,81%)
Conform recensământului din 2001, majoritatea populației localității Kremenivka era vorbitoare de ucraineană (97,17%), existând în minoritate și vorbitori de rusă (2,02%).